# Guglielmo III Salusio VI
Guglielmo III Salusio VI, detto Cèpola o Cipolla (Cèpola, ... – Genova, 1258), è stato l'ultimo giudice del Giudicato di Cagliari.

## Biografia
Il suo regnò durò circa un anno, dal 1257 al 1258.
Nato probabilmente nella villa di "Cèpola", situata nei pressi di Quartu (campidano di Cagliari) assunse il titolo di giudice a seguito dell'assassinio, da parte di sicari pisani, del giudice cagliaritano Giovanni Torchitorio V detto Chiano, suo cugino. Come il suo predecessore anche Guglielmo continuò la politica filoligure e antipisana e nel 1257 scacciò i pisani dalla rocca di Castel di Castro. Questo fatto scatenò la furia di Pisa che quindi formò una coalizione militare con gli altri tre giudicati sardi filopisani e lo attaccò . 
Il 20 luglio 1258, dopo quattordici mesi di guerra, Santa Igia, capitale del Giudicato di Cagliari, venne conquistata dalla coalizione e Guglielmo fu costretto a fuggire a Genova dove morì poco tempo dopo senza lasciare eredi. Il giudicato di Cagliari fu quindi smembrato e diviso fra i vincitori e dopo 258 anni cessò di esistere.